# Arthur Byron

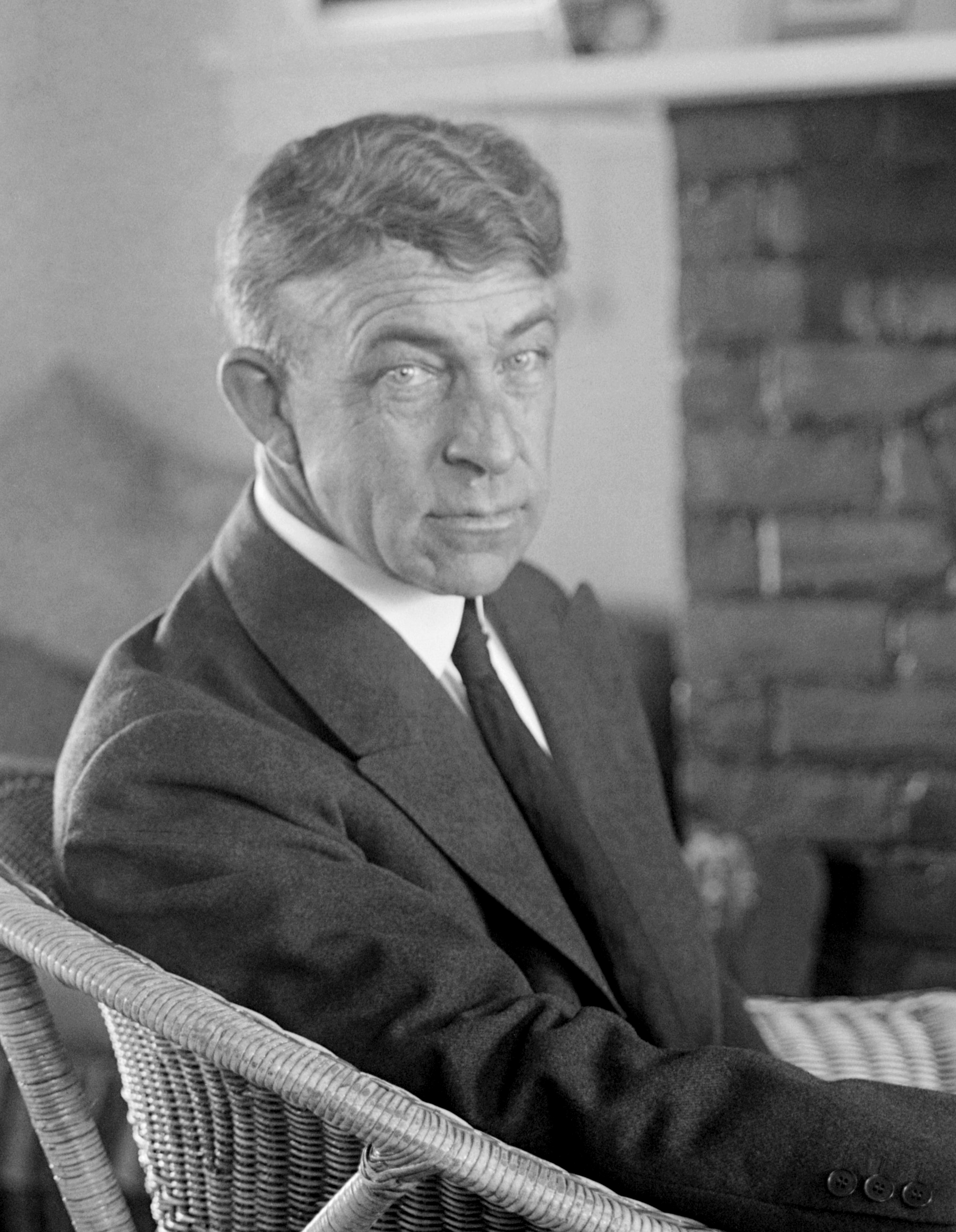
Arthur Byron

Arthur William Byron (* 3. April 1872 in Brooklyn, New York; † 17. Juli 1943 in Hollywood, Kalifornien) war ein US-amerikanischer Schauspieler.

## Leben und Karriere
Arthur Byron war der Sohn des Schauspielerehepaares Oliver Doud Byron (1842–1920) und Kate Crehan. Seine Mutter war eine Schwester der populären Schauspielerin Ada Rehan. Mit 17 Jahren gab er sein Debüt in der Schauspieltruppe seines Vaters und wurde schnell ein populärer Schauspieler. Er gehörte zu den vielbeschäftigsten Schauspielern am Broadway und trat dort zwischen 1894 und 1939 in fast 50 Stücken auf. Auch arbeitete er dort als Autor und Produzent von Theaterstücken. In seinen 50 Jahren auf der Bühne soll er über 300 Figuren in mehr als 10.000 Aufführungen gespielt haben.
Wie viele andere Theaterschauspieler gab Byron sein Debüt als Filmschauspieler erst mit Beginn des Tonfilms. In seiner kurzen Filmkarriere zwischen 1932 und 1936 spielte Byron in insgesamt 26 Filmen und kam dabei häufig in Nebenrollen als respektable Autoritätsfigur – etwa als General, Arzt oder Wissenschaftler – zum Einsatz. Im Horrorklassiker Die Mumie spielte er 1932 den angesehenen Archäologen Sir Joseph Whemple, welcher der geheimnisvollen Mumie (Boris Karloff) zum Opfer fällt. Im selben Jahr war er als Gefängnisdirektor an der Seite von Spencer Tracy in 20.000 Jahre in Sing Sing zu sehen. Sein letzter Film war Der Gefangene von Zenda, doch wurden Byrons Szenen aus dem Film geschnitten.
Byron war Gründungsmitglied der Actors’ Equity Association im Jahr 1913 und wurde 1938 zu ihrem Präsidenten gewählt. Seine erste Frau Lillian Hall heiratete er im Jahr 1898. Aus seiner zweiten Ehe mit Kathryn Keys gingen vier Kinder hervor. Arthur Byron verstarb 1943 im Alter von 71 Jahren und wurde auf dem Southside Cemetery in Skowhegan, Maine, beigesetzt.

## Filmografie
- 1932: Frechheit siegt (Fast Life)
- 1932: Die Mumie (The Mummy)
- 1932: 20.000 Jahre in Sing Sing (20,000 Years in Sing Sing)
- 1932: Aufruhr in Utopia (Tonight Is Ours)
- 1933: Zwischen heut und morgen (Gabriel Over the White House)
- 1933: The Silk Express
- 1933: Der Detektiv und die Spielerin (Private Detective 62)
- 1933: The Mayor of Hell
- 1933: College Coach
- 1934: Two Alone
- 1934: Die Rothschilds (The House of Rothschilds)
- 1934: Wir senden Sonne (Stand Up and Cheer!)
- 1934: Nebel über Frisco (Fog Over Frisco)
- 1934: Sophie kann’s nicht lassen (The Notorious Sophie Lang)
- 1934: The Man with Two Faces
- 1934: That's Gratitude
- 1934: Marie Galante (Marie Galante)
- 1934: The President Vanishes
- 1934: The Secret Bride
- 1935: Shadow of Doubt
- 1935: Stadtgespräch (The Whole Town’s Talking)
- 1935: The Casino Murder Case
- 1935: Murder in the Fleet
- 1935: Öl für die Lampen Chinas (Oil for the Lamps of China)
- 1936: Der Gefangene der Haifischinsel (The Prisoner of Shark Island)